# Ткон
Ткон је насељено место и седиште општине у Задарској жупанији, на острву Пашман, Република Хрватска.

## Историја
До територијалне реорганизације у Хрватској налазио се у саставу бивше велике општине Биоград на Мору.

## Становништво
На попису становништва 2011. године, општина, односно насељено место Ткон је имала 763 становника.

## Попис1991.
На попису становништва 1991. године, насељено место Ткон је имало 752 становника, следећег националног састава:
| Попис 1991.‍  | Попис 1991.‍  | Попис 1991.‍ | Попис 1991.‍ | Попис 1991.‍ |
| ------------ | ------------ | ----------- | ----------- | ----------- |
|              |              |             |             |             |
| Хрвати       | Хрвати       |             | 731         | 97,20%      |
| Југословени  | Југословени  |             | 2           | 0,26%       |
| Муслимани    | Муслимани    |             | 2           | 0,26%       |
| Словенци     | Словенци     |             | 1           | 0,13%       |
| остали       | остали       |             | 2           | 0,26%       |
| неопредељени | неопредељени |             | 7           | 0,93%       |
| регион. опр. | регион. опр. |             | 1           | 0,13%       |
| непознато    | непознато    |             | 6           | 0,79%       |
| укупно: 752  |              |             |             |             |